# Calzada de Valdunciel
Calzada de Valdunciel ist ein Ort und eine westspanische Gemeinde (municipio) mit 700 Einwohnern (Stand: 2024) in der Provinz Salamanca in der Autonomen Gemeinschaft Kastilien-León.  Der Ort befand sich an der antiken Handelsstraße Via de la Plata, die nunmehr eine von Süden (Sevilla, Mérida, Cáceres, Salamanca) kommende und bei León oder Astorga in die Hauptstrecke einmündende Nebenstrecke des Jakobswegs bildet.

## Lage und Klima
Der Ort Calzada de Valdunciel liegt in der kastilischen Hochebene (meseta) ca. 14 km (Fahrtstrecke) nördlich der Provinzhauptstadt Salamanca in einer Höhe von ca. 800 m. Das Klima ist gemäßigt bis warm; Regen (ca. 395 mm/Jahr) fällt hauptsächlich im Winterhalbjahr.

## Bevölkerungsentwicklung
| Jahr      | 1857 | 1900 | 1950  | 2000 | 2017 |
| Einwohner | 885  | 921  | 1.016 | 659  | 666  |

Der deutliche Bevölkerungsrückgang seit den 1950er Jahren ist im Wesentlichen auf die Mechanisierung der Landwirtschaft sowie die Aufgabe bäuerlicher Kleinbetriebe und den damit einhergehenden Verlust von Arbeitsplätzen zurückzuführen.

## Wirtschaft
Die fruchtbaren aber trockenen Böden der Umgebung lieferten die Grundlage für den Anbau von Weizen und anderen Feldfrüchten für die in früheren Zeiten vorwiegend als Selbstversorger lebenden Einwohner. Im Ort selbst ließen sich sukzessive Händler, Handwerker und Dienstleister aller Art nieder.

## Geschichte
Keltische und westgotische Funde wurden bislang nicht gemacht; auf dem Gemeindegebiet wurden allerdings mehrere römische Meilensteine (miliaria) und ein Grabmonument entdeckt. Die Region wurde im 8. Jahrhundert von den Arabern und ihren maurischen Hilfstruppen überrannt; archäologische Zeugnisse fehlen jedoch. Das Gebiet um Calzada wurde Ende des 11. Jahrhunderts von den kastilisch-leonesischen Truppen Alfons’ VI. (reg. 1065–1109) aus den Händen der Mauren zurückerobert (reconquista) und sukzessive von Christen aus dem Norden und von Flüchtlingen aus Al-Andalus wiederbesiedelt (repoblación).

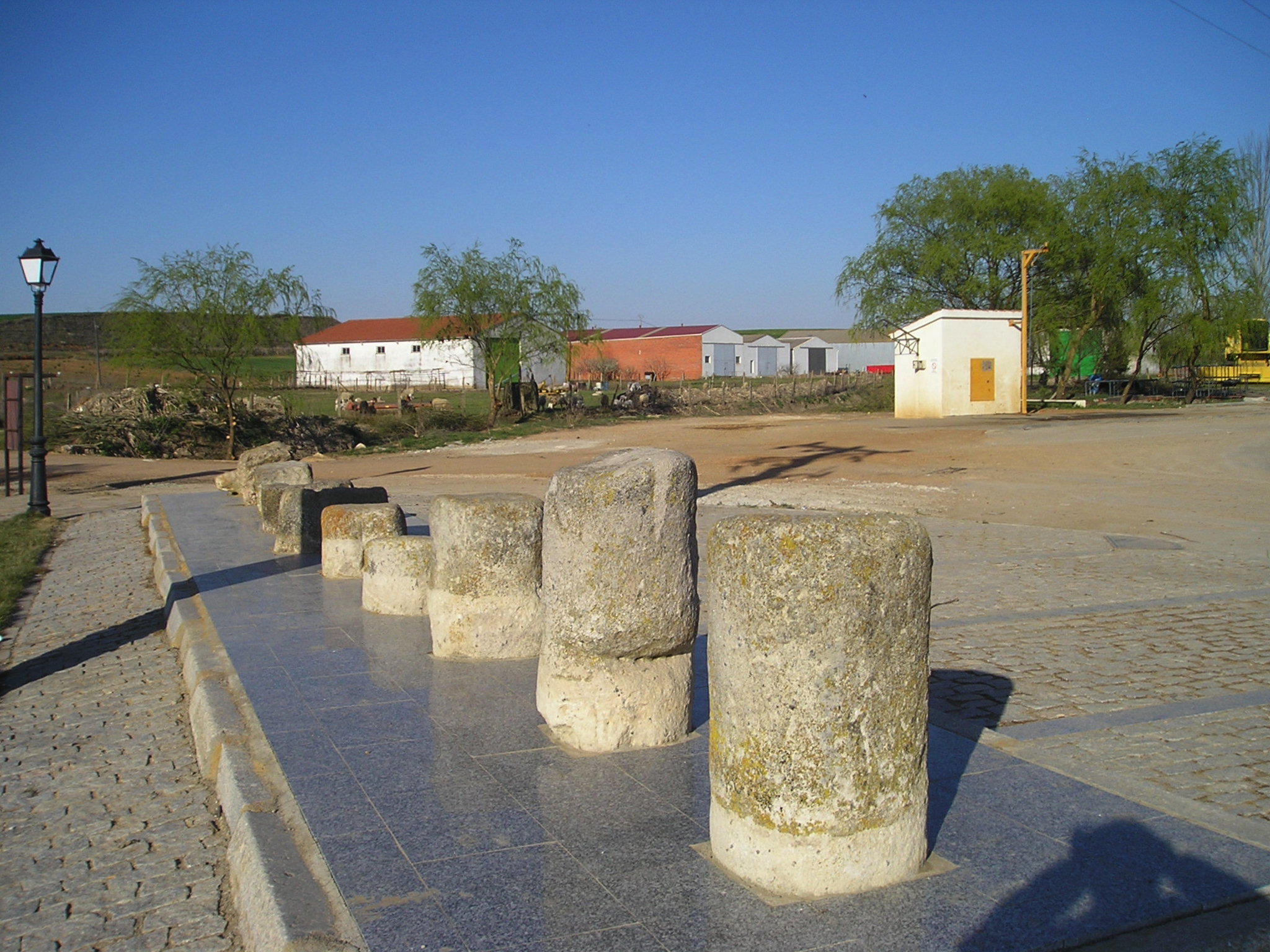
Calzada – römische Meilensteine

## Sehenswürdigkeiten
- Die Fuente Buena ist der Rest eines antiken Grabmonuments; eine liegende weibliche Figur ist noch erkennbar.
- Auf einem Platz beim Ortsausgang sind die zerbrochenen Überreste mehrerer auf dem Gemeindegebiet gefundener römischer Meilensteine ausgestellt, die im Mittelalter zweckentfremdet und als Brückenpfeiler genutzt wurden.
- Die Iglesia de Santa Elena wurde im 16. Jahrhundert an der Stelle eines mittelalterlichen Vorgängerbaus errichtet, von dem noch geringe Reste erhalten sind. Die triumphbogenartig gestaltete Vorhalle des Eingangsportals wurde im 18. Jahrhundert angefügt. Kirchenschiff (nave) und Apsis sind holzgedeckt; das spätbarocke Altarretabel (retablo) im Stil des Churriguerismus stammt ebenfalls aus dem 18. Jahrhundert.[4]